# Grunerite
Grunerite là một khoáng chất thuộc nhóm khoáng chất amphibole có công thức Fe7Si8O22 (OH) 2. Nó là endmember sắt của loạt grunerite-cummingtonite. Nó tạo thành các dạng tinh thể dạng sợi, cột hoặc khối lớn. Các tinh thể là lăng trụ đơn hình. Ánh là thủy tinh đến ngọc trai với các màu từ xanh lá cây, nâu đến xám đậm. Độ cứng Mohs là 5 đến 6 và trọng lượng riêng là 3,4 đến 3,5.
Nó được phát hiện vào năm 1853 và được đặt theo tên của Emmanuel-Louis Gruner (1809 Ném1883), một nhà hóa học người Pháp gốc Thụy Sĩ, người đầu tiên phân tích nó.

## Amosite
Am cùng là một loại grunerit asbestiform hiếm được khai thác dưới dạng amiăng chủ yếu ở phần phía đông của tỉnh Transvaal của Nam Phi. Nguồn gốc của tên là Amosa, từ viết tắt của công ty khai thác "Mỏ amiăng của Nam Phi".